# لوكسمبورغ
لوكسمبورغ أو لُكْسِمبُرج أو رسمياً دوقية لكسمبورغ الكبرى دولةٌ تقع في أوروبا الغربية وهي إحدى دول البنلوكس، تحدها من الغرب والشمال الغربي بلجيكا، ومن الشرق والشمال الشرقي ألمانيا، وفرنسا من الجنوب، عاصمتها مدينة لوكسمبورغ، وهي إحدى عواصم الاتحاد الأوروبي (مناصفة مع بروكسيل، فرانكفورت وستراسبورغ) حيث تستضيف عدداً من مؤسسات الاتحاد مثل: محكمة الاتحاد الأوروبي، محكمة المدققين الأوروبية، أمانة البرلمان الأوروبي، وبنك الاستثمار الأوروبي.
ترتبط لوكسمبورغ ثقافيًا وسكانيًا (ديموغرافيًا) ولغويًا بشكلٍ كبيرٍ بجيرانها، مما يجعلها منطقةَ تلاقٍ بين الثقافتين الألمانية (الجرمانية) والفرنسية (الفرنكوفونية) ومن تجليات ذلك تقنين ثلاث لغاتٍ فيها هي: اللكسمبورغية كلغةٍ وطنية، والألمانية والفرنسية كلغاتٍ إدارية، نظرًا لتاريخها الطويل من الغزو المتكرر من قبل جيرانها (حروب الثورة الفرنسية وحروب نابليون، وحروب ألمانيا وبالأخص الحربين العالميتين)، فقد لعبت لوكسمبورغ دورًا مهمًا كوسيطٍ لدعم الحوار الفرنسي الألماني، وكانت من الأعضاء الستة المؤسسين لمنظمة الحديد والصلب الأوروبية عام 1956م نواة بناء الاتحاد الأوروبي.
بمساحةٍ تبلغ 2.586 كمᒾ، وتعدادٍ سكانيٍّ يبلغ 626.108 نسمة سنة 2019 م، تعد لوكسمبورغ من أصغر بلدان أوروبا ومن أقلها سكانًا، رغم تسجيلها أعلى نسبة نموٍّ سكانيٍّ (ديمغرافي) في القارة في حين يمثل الأجانب قرابة النصف من سكانها، نظام لوكسمبورغ السياسي هو نظام ملكي دستوري يرأسه عاهلها -الحاكم الوحيد في العالم الذي لا يزال يحمل لقب الدوق الأكبر أو غراندوق (بالفرنسية: Grand-Duché)، ويتربع حاليًا على عرشها الدوق الأكبر هنري منذ سنة 2000 م، بعد تنازل والده الدوق الأكبر جان عن الحكم، أما اقتصاديًا، فتعتبر لوكسمبورغ من الدول المتقدمة باقتصادٍ متطورٍ ومستوى ناتج محلي إجمالي للفرد من الأعلى في العالم.

## نظرة تاريخية
بدأ تاريخ لوكسمبورغ في عام 963، عندما حصل الكونت سيغفريد على رعن صخري وتحصيناته التي تعود إلى العصر الروماني، والمعروفة باسم لوسيلينبورهوك، «القلعة الصغيرة»، والمنطقة المحيطة بها من دير سانت ماكسيمين الإمبراطوري في مدينة ترير القديمة. قام أحفاد سيغفريد بتوسيع أراضيهم من خلال الزواج والغزو والإقطاعية. بحلول نهاية القرن الثالث عشر، حكم كونتات لوكسمبورغ مساحة كبيرة. في عام 1308، أصبح كونت لوكسمبورغ هنري السابع ملك الرومان ولاحقًا إمبراطورًا رومانيًا مقدسًا؛ خرج من بيت لوكسمبورغ أربعة أباطرة رومان مقدسين خلال العصور الوسطى العليا. في عام 1354، رفع تشارلز الرابع المقاطعة إلى دوقية لوكسمبورغ. أصبحت الدوقية في النهاية جزءًا من الدائرة البورغندية ثم إحدى المقاطعات السبعة عشر في هولندا هابسبورغ.
على مر القرون، بُنيت مدينة وقلعة لوكسمبورغ - ذات الأهمية الاستراتيجية الكبيرة نظرًا لموقعها بين مملكة فرنسا وأراضي هابسبورغ - تدريجيًا لتكون واحدة من أكثر التحصينات شهرة في أوروبا. بعد الانتماء إلى كل من فرنسا خلال عهد لويس الرابع عشر والنمسا خلال عهد ماريا تيريزا، أصبحت لوكسمبورغ جزءًا من الجمهورية الفرنسية الأولى والإمبراطورية تحت حكم نابليون.
ظهرت دولة لوكسمبورغ الحالية لأول مرة في مؤتمر فيينا عام 1815. أصبحت الدوقية الكبرى، بقلعتها القوية، دولة مستقلة تحت الملكية الشخصية لوليام الأول ملك هولندا مع حامية بروسية لحراسة المدينة ضد أي غزو آخر من فرنسا. في عام 1839، في أعقاب اضطرابات الثورة البلجيكية، تم التنازل عن الجزء الناطق بالفرنسية تمامًا من لوكسمبورغ إلى بلجيكا وأصبح الجزء الناطق باللوكسمبورغية (باستثناء أريلرلاند، المنطقة المحيطة بآرلون) هو دولة لوكسمبورغ الحالية.

## الثقافة
تأثرت لوكسمبورغ بشدة بثقافة جيرانها. لا زالت تحتفظ بعدد من التقاليد الشعبية، حيث كانت في معظم تاريخها بلدًا ريفيًا. هناك العديد من المتاحف البارزة، وتقع معظمها في العاصمة. وتشمل المتحف الوطني للتاريخ والفن (NMHA)، ومتحف تاريخ مدينة لوكسمبورغ، ومتحف الدوق الأكبر جان الجديد للفن الحديث (مودام). يُعرف المتحف الوطني للتاريخ العسكري (MNHM) في ديكيرش بشكل خاص بتمثيلاته لمعركة الثغرة. تعتبر مدينة لوكسمبورغ التاريخية بما في ذلك تحصيناتها جزءًا من قائمة اليونسكو للتراث العالمي، نظرًا لأهمية تحصيناتها التاريخية.
أنتجت البلاد بعض الفنانين المشهورين عالميًا، بما في ذلك الرسامين ثيو كيرج وجوزيف كوتر وميشيل ماجيروس والمصور إدوارد ستيتشن، الذي اُدرِج معرضه "The Family of Man" في سجل ذاكرة العالم التابع لليونسكو، وهو الآن موجود بشكل دائم في كليرفوكس. وُلد المحرر والمؤلف هوغو جيرنسباك، الذي بلورت منشوراته مفهوم الخيال العلمي، في مدينة لوكسمبورغ. كانت النجمة السينمائية لوريتا يونغ من أصل لوكسمبورغي.
كانت لوكسمبورغ أحد المشاركين المؤسسين لمسابقة الأغنية الأوروبية، وشاركت كل عام بين عام 1956 وقبل أن تحصل على المرتبة الثانية عام 1993، باستثناء عام 1959. على الرغم من أن لوكسمبورغ كانت تستطيع المشاركة مرة أخرى في عام 1995، فقد اختارت عدم العودة إلى المسابقة المنافسة حتى عام 2024. قد فازت بالمسابقة خمس مرات، في عام 1961 و1965 و1972 و1973 و1983، واستضافت المسابقة في 1962 و1966 و1973 و1984. شملت تسع مشاركات فقط من أصل 38 مشاركة قبل عام 2024، وبدون أي فوز، فنانين لوكسمبورغيين. مع ذلك، عند عودتها عام 2024، كان هناك تركيز خاص على الترويج للموسيقى والفنانين من لوكسمبورغ.
كانت لوكسمبورغ أول مدينة يتم تعيينها عاصمة للثقافة الأوروبية مرتين. كانت المرة الأولى في عام 1995. في عام 2007، كان من المقرر أن تكون عاصمة الثقافة الأوروبية منطقة عابرة للحدود تتكون من دوقية لوكسمبورغ الكبرى، وراينلاند بفالز وسارلاند في ألمانيا، ومنطقة والون والجزء الناطق باللغة الألمانية في بلجيكا، ومنطقة لورين في فرنسا. كان هذا الحدث محاولةً لتعزيز التنقل وتبادل الأفكار، وكسر الحدود جسديًا ونفسيًا وفنيًا وعاطفيًا.
تم تمثيل لوكسمبورغ في معرض اكسبو العالمي 2010 في شنغهاي، الصين، في الفترة بين 1 مايو و31 أكتوبر 2010 بجناحها الخاص. صُمم الجناح الخاص بلوكسمبورغ على شكل غابة وقلعة، بناءً على الترجمة الصوتية لكلمة لوكسمبورغ إلى اللغة الصينية، "Lúsēnbóo"، والتي تعني عند ترجمتها مباشرة «الغابة والقلعة». مثل ذلك لوكسمبورغ باعتبارها «القلب الأخضر في أوروبا».

## الجغرافيا

### السطح
يطلق على شمال البلاد اسم أوزلنغ (Ösling) ويتراوح ارتفاع هذه المنطقة ما بين 400 و 500 متر فوق سطح البحر وتكثر الغابات والهضاب والوديان فيها. جبل بورغبالتز (Burgplatz) الذي يبلغ ارتفاعه 559 متر هو أعلى جبل بالبلاد. تسمى منطقة الجنوب الخصبة بغوتلاند (Gutland)، هذه المنطقة بها كثافة سكانية أعلى من المنطقة الشمالية لسهولة أراضيها، أخفض بقعة في لوكسمبورغ هي شباتز (Spatz) وتبلغ 129 متر فوق سطح البحر.

### أنهار
أهم أنهر الدوقية هو نهر موزل، الذي يشكل الحدود مع ألمانيا في الجنوب الشرقي. أنهار أخرى: زاور، أور وألزيته.

### المناخ
مناخ لوكسمبورغ متأثر بالرياح الآتية من المحيط الأطلسي. معدل هطول الأمطار ودرجات الحرارة عمومًا معتدلة.

## السكان
عدد سكان لوكسمبورغ بلغ حوالي 602.005 ألف نسمة عام 2018 م ، منهم حوالي 40% أجانب، منهم أقليات برتغالية، فرنسية وإيطالية. كثير من العاملين بالدوقية لا يسكنون فيها بل بالدول المجاورة، أكثرهم في فرنسا.

### اللغة
اللغة الوطنية هي اللوكسمبورغية (Lëtzebuergesch) وهي مشتقة من الألمانية. الألمانية والفرنسية هما لغتان رسميتان أيضاً وتحلان في أهميتهما محل اللوكسمبورغية.

### الديانة
غالبية سكان لوكسمبورغ يدينون بالمسيحية الكاثوليكية بنسبة 90 % من مجموع السكان، الجماعة المسيحية التالية هي البروتستانتية الكالفينية واللوثرية.

يقدر عدد الإسلام في اللوكسمبورغ بـ 9000 شخص، والأرثوذكس 5000 شخص، واليهود 1000 شخص. ويوجد أعداد أخرى من البهائيين وشهود يهوه وغيرها من الجماعات الدينية والفلسفية الأخرى
| تاريخ البلدان المنخفضة                                        | تاريخ البلدان المنخفضة                                                   | تاريخ البلدان المنخفضة                                        | تاريخ البلدان المنخفضة                                          | تاريخ البلدان المنخفضة                                                                        | تاريخ البلدان المنخفضة                                                                        | تاريخ البلدان المنخفضة                                                                        | تاريخ البلدان المنخفضة                                                                        | تاريخ البلدان المنخفضة                                                                        |
| ------------------------------------------------------------- | ------------------------------------------------------------------------ | ------------------------------------------------------------- | --------------------------------------------------------------- | --------------------------------------------------------------------------------------------- | --------------------------------------------------------------------------------------------- | --------------------------------------------------------------------------------------------- | --------------------------------------------------------------------------------------------- | --------------------------------------------------------------------------------------------- |
| فريسي                                                         |                                                                          |                                                               | بيلجي                                                           | بيلجي                                                                                         |                                                                                               |                                                                                               |                                                                                               |                                                                                               |
|                                                               | كنانيفيتاس                                                               | شامافي،توبانتي                                                | شامافي،توبانتي                                                  | بلجيكا الغالية (55 ق.م – حوالي 5م) جرمانيا الصغرى (83 – حوالي القرن 5)                        | بلجيكا الغالية (55 ق.م – حوالي 5م) جرمانيا الصغرى (83 – حوالي القرن 5)                        | بلجيكا الغالية (55 ق.م – حوالي 5م) جرمانيا الصغرى (83 – حوالي القرن 5)                        |                                                                                               |                                                                                               |
|                                                               | كنانيفيتاس                                                               | الفرنجة الساليون                                              |                                                                 | باتافي                                                                                        | باتافي                                                                                        |                                                                                               |                                                                                               |                                                                                               |
| غير مأهولة (حوالي القرنين 4- 5)                               | غير مأهولة (حوالي القرنين 4- 5)                                          | ساكسون                                                        | الفرنجة الساليون (حوالي القرنين 4- 5)                           | الفرنجة الساليون (حوالي القرنين 4- 5)                                                         | الفرنجة الساليون (حوالي القرنين 4- 5)                                                         |                                                                                               |                                                                                               |                                                                                               |
| المملكة الفريزية (حوالي القرن 6–734)                          | المملكة الفريزية (حوالي القرن 6–734)                                     |                                                               | إمبراطورية الفرنجة (481–843)—الإمبراطورية الكارولنجية (800–843) | إمبراطورية الفرنجة (481–843)—الإمبراطورية الكارولنجية (800–843)                               | إمبراطورية الفرنجة (481–843)—الإمبراطورية الكارولنجية (800–843)                               | إمبراطورية الفرنجة (481–843)—الإمبراطورية الكارولنجية (800–843)                               | إمبراطورية الفرنجة (481–843)—الإمبراطورية الكارولنجية (800–843)                               |                                                                                               |
| المملكة الفريزية (حوالي القرن 6–734)                          | المملكة الفريزية (حوالي القرن 6–734)                                     | أوستراسيا (511–687)                                           |                                                                 |                                                                                               |                                                                                               |                                                                                               |                                                                                               |                                                                                               |
|                                                               |                                                                          |                                                               |                                                                 |                                                                                               |                                                                                               |                                                                                               |                                                                                               |                                                                                               |
|                                                               |                                                                          |                                                               |                                                                 |                                                                                               |                                                                                               |                                                                                               |                                                                                               |                                                                                               |
| فرانسيا الوسطى (843–855)                                      | فرانسيا الوسطى (843–855)                                                 | فرانسيا الوسطى (843–855)                                      | فرانسيا الوسطى (843–855)                                        | فرانسيا الوسطى (843–855)                                                                      | مملكة الفرنجة الغربيين (843–)                                                                 |                                                                                               |                                                                                               |                                                                                               |
| لوثارينجيا (855– 959) لورين المنخفضة (959–)                   |                                                                          |                                                               |                                                                 |                                                                                               | مملكة الفرنجة الغربيين (843–)                                                                 |                                                                                               |                                                                                               |                                                                                               |
| فريزيا                                                        |                                                                          |                                                               |                                                                 |                                                                                               |                                                                                               |                                                                                               |                                                                                               |                                                                                               |
| الحرية الفريزية ( القرون 11–16 )                              | مقاطعة هولندا (880–1432)                                                 | أسقفية أوترخت (695–1456)                                      | دوقية برابنت (1183–1430) خيلدرز (1046–1543)                     | دوقية برابنت (1183–1430) خيلدرز (1046–1543)                                                   | مقاطعة فلانديرز (862–1384)                                                                    | مقاطعة هينو (1071–1432) كونتية نامور (981–1421)                                               | أسقفية أمير لياج (980–1794)                                                                   | دوقية لوكسمبورج (1059–1443)                                                                   |
|                                                               | الأراضي المنخفضة البورغندية (1384–1482)                                  |                                                               |                                                                 |                                                                                               |                                                                                               |                                                                                               |                                                                                               |                                                                                               |
|                                                               | الأراضي المنخفضة الهابسبورجية (1482–1795) (الأقاليم السبعة عشر بعد 1543) |                                                               |                                                                 |                                                                                               |                                                                                               |                                                                                               |                                                                                               |                                                                                               |
| جمهورية هولندا (الأراضي المنخفضة السبع المتحدة) (1581–1795)   | جمهورية هولندا (الأراضي المنخفضة السبع المتحدة) (1581–1795)              | جمهورية هولندا (الأراضي المنخفضة السبع المتحدة) (1581–1795)   | جمهورية هولندا (الأراضي المنخفضة السبع المتحدة) (1581–1795)     | الأراضي المنخفضة الأسبانية (1556–1714)                                                        | الأراضي المنخفضة الأسبانية (1556–1714)                                                        | الأراضي المنخفضة الأسبانية (1556–1714)                                                        |                                                                                               |                                                                                               |
|                                                               |                                                                          |                                                               |                                                                 | الأراضي المنخفضة النمساوية (1714–1795)                                                        |                                                                                               |                                                                                               |                                                                                               |                                                                                               |
|                                                               |                                                                          |                                                               |                                                                 | الولايات المتحدة البلجيكية (1790)                                                             | الولايات المتحدة البلجيكية (1790)                                                             | الولايات المتحدة البلجيكية (1790)                                                             | جمهورية لياج (1789–'91)                                                                       |                                                                                               |
|                                                               |                                                                          |                                                               |                                                                 |                                                                                               |                                                                                               |                                                                                               |                                                                                               |                                                                                               |
| الجمهورية الباتافية (1795–1806) المملكة الهولندية (1806–1810) | الجمهورية الباتافية (1795–1806) المملكة الهولندية (1806–1810)            | الجمهورية الباتافية (1795–1806) المملكة الهولندية (1806–1810) | الجمهورية الباتافية (1795–1806) المملكة الهولندية (1806–1810)   | مرتبطة بالجمهورية الفرنسية الأولى (1795–1804) جزء من الإمبراطورية الفرنسية الأولى (1804–1815) | مرتبطة بالجمهورية الفرنسية الأولى (1795–1804) جزء من الإمبراطورية الفرنسية الأولى (1804–1815) | مرتبطة بالجمهورية الفرنسية الأولى (1795–1804) جزء من الإمبراطورية الفرنسية الأولى (1804–1815) | مرتبطة بالجمهورية الفرنسية الأولى (1795–1804) جزء من الإمبراطورية الفرنسية الأولى (1804–1815) | مرتبطة بالجمهورية الفرنسية الأولى (1795–1804) جزء من الإمبراطورية الفرنسية الأولى (1804–1815) |
|                                                               |                                                                          |                                                               |                                                                 |                                                                                               |                                                                                               |                                                                                               |                                                                                               |                                                                                               |
| الإمارة السيادية للأراضي المنخفضة المتحدة (1813–1815)         |                                                                          |                                                               |                                                                 |                                                                                               |                                                                                               |                                                                                               |                                                                                               |                                                                                               |
| مملكة الأراضي المنخفضة المتحدة (1815–1830)                    |                                                                          |                                                               |                                                                 |                                                                                               |                                                                                               |                                                                                               |                                                                                               |                                                                                               |
| هولندا (1839–)                                                | هولندا (1839–)                                                           | هولندا (1839–)                                                | هولندا (1839–)                                                  | بلجيكا (1830–)                                                                                | بلجيكا (1830–)                                                                                | بلجيكا (1830–)                                                                                | بلجيكا (1830–)                                                                                | الدوقية العظمى للوكسمبورغ (1839–)                                                             |
|                                                               |                                                                          |                                                               |                                                                 |                                                                                               |                                                                                               |                                                                                               |                                                                                               | لوكسمبورغ (1890–)                                                                             |

## السياسة

### النظام السياسي
لوكسمبورغ هي في الواقع مملكة دستورية يمثلها برلمان ديمقراطي. حسب دستور عام 1868 فإن الدوق الكبير هو حاكم الدولة. البرلمان، ذو المجلس الواحد، هو المخول بإصدار القوانين، كما يتم انتخاب أعضائه كل خمس سنوات. رئيس الحكومة يطلق عليه وزير الدولة ويقوم بإدارة 13 وزير آخر وسكرتيرة دولة واحدة. مجلس الدولة هو كيان استشاري يتكون من 27 عضو، الذين يعينوا جميعاً من الدوق الكبير.

### التقسيمات الإدارية

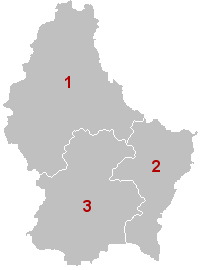
المقاطعات الثلاث

البلاد مقسمة إلى ثلاث مقاطعات و 12 كانتونة و 118 بلدية. المقاطعات الثلاثة هي:

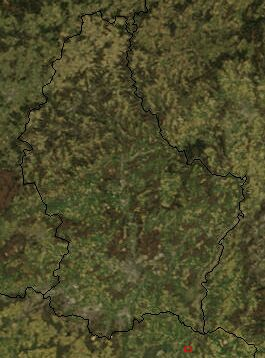
صورة بالأقمار الصناعية

- ديكرش
- غرفنماخر
- مدينة لوكسمبورغ

### أهم المدن
العاصمة التي تدعي أيضاً لوكسمبورغ هي أكبر المدن (حوالي 82200 نسمة)، ديفردينغن (حوالي 18900 نسمة) ودودلينغن (18000 نسمة) ومدينة شينجن التي تم فيها توقيع اتفاقية تأسيس الاتحاد الأوروبي (18000 نسمة).

## الاقتصاد والبنية التحتية
يتمتع اقتصاد لوكسمبورغ بنمو عالٍ ونسبة بطالة منخفضة نسبياً (4,7% عام 2005) وتضخم منخفض، ومستوى عالٍ من الابتكار. يبلغ معدل دخل الفرد موزع على عدد السكان حوالي 80 ألف دولار أمريكي حسب إحصائيات عام 2008. تُعتبر نسبة البطالة منخفضة، على الرغم من أنها وصلت إلى 6.1% في مايو 2012، ويرجع ذلك إلى حد كبير إلى الأزمة المالية 2007-2008. عام 2011، وفقًا لإحصائيات القدرة الشرائية للفرد، كانت لوكسمبورغ ثاني أغنى دولة في العالم، حيث بلغ نصيب الفرد من الناتج المحلي الإجمالي على أساس تعادل القوة الشرائية (PPP) 80.119 دولارًا أمريكيًا. بلغ نصيب الفرد من الناتج المحلي الإجمالي وفق معايير القوة الشرائية 261% من متوسط الاتحاد الأوروبي عام 2019. تحتل لوكسمبورغ المرتبة 13 في مؤشر الحرية الاقتصادية، والمرتبة 26 في مؤشر التنمية البشرية التابع للأمم المتحدة، والمركز الرابع في معيار جودة المعيشة التابع بوحدة الاستخبارات الاقتصادية. حلّت لوكسمورغ في المرتبة 21 في مؤشر الابتكار العالمي عام 2023، متراجعة من المركز 18 عام 2020، ثم تقدّمت للمرتبة 20 في مؤشر 2024.

### الصناعات
أهم صناعات البلاد هي المعدنية والكيميائية. قطاع الخدمات يشكل جزء مهم بالاقتصاد وخاصة البنوك. أهم المنتجات الزراعية هي الحبوب، البطاطس، العنب.

### السكك الحديد
يبلغ طول السكك الحديدية 274 كم والطرق البرية 5189 كم حسب إحصائيات سنتيّ 2000 و2002.

### المطارات
مطار لوكسمبورغ فندل هو مطار دولي كما أن شركة لوكس إير (Luxair) هي شركة الطيران الوطنية.

### الموانئ
تستخدم الأنهر وخاصة نهر موزل للملاحة. ميناء ميرتيرت هو أهم الموانئ في لوكسمبورغ.

## الثقافة والتعليم
ثقافة البلاد متأثرا بالدولتين الجارتين الكبيرتين ألمانيا وفرنسا.

## التعليم في لوكسمبورغ

### المدارس
حيث تعتبر اللغة اللوكسمبرغية هي لغة ثانوية بحيث تدرس بعد الألمانية والفرنسية وبشكل ثانوي بالمدارس. روبرت شومان (Schuman) المولود في لوكسمبورغ يعد أحد مؤسسي الاتحاد الأوروبي.

## وصلات خارجية
- موقع لوكسمبورغ الرسمي
- موقع الحكومة